# Arnocrinum
Arnocrinum je biljni rod iz porodice čepljezovki. Postoje tri endemske vrste iz Zapadne Australije, koje su po životnom obliku rizomski geofiti.
Rod jer opisan 1846. godine.

## Vrste
1. Arnocrinum drummondii Endl. & Lehm.
2. Arnocrinum gracillimum Keighery
3. Arnocrinum preisii Lehm.